# William Moore (Mathematiker)
William Moore war ein britischer Mathematiker und früher Raketentheoretiker am Royal Military Academy Woolwich.
1810 veröffentlichte Moore in einer wissenschaftlichen Fachzeitschrift vier Abhandlungen über die erste Herleitung der Raketengrundgleichung, die er 1813 ausformuliert auch als Buch veröffentlichte. Seine theoretischen Überlegungen basieren auf dem Dritten Newtonschen Gesetz.
Da viele Originaldokumente über sein Leben während des Zweiten Weltkriegs bei Bombenangriffen vernichtet wurden, ist wenig über ihn bekannt.